# Pisandre de Laranda
Pisandre de Laranda, en llatí Peisander, en grec antic Πείσανδρος ὁ Λαρανδινός, fou un poeta grec nadiu de Laranda de Lícia o potser de Laranda de Licaònia. Era fill de Nèstor de Laranda. Va florir en el regnat de l'emperador Alexandre Sever (222-235).
Va escriure un poema que segons Zòsim portava el títol de Ηρωικαὶ θεογαμίαι i segons Suides Ηρα̈ικαὶ θεογαμίαι, llibre que, per Macrobi, tractaria d'una història universal a partir dels amors entre Zeus i Hera. Però si la lectura correcta, cosa que sembla, és Ηρωικαὶ θεογαμίαι, l'obra tractaria probablement sobre matrimonis dels déus i les deesses amb mortals, i els herois que n'havien sorgit dels enllaços. Alguns autors l'han confós amb Pisandre de Camiros, i consideren la ̔Ηράκλεια d'aquest autor com una part de Ηρωικαὶ θεογαμίαι.